# Rosalia Lombardo

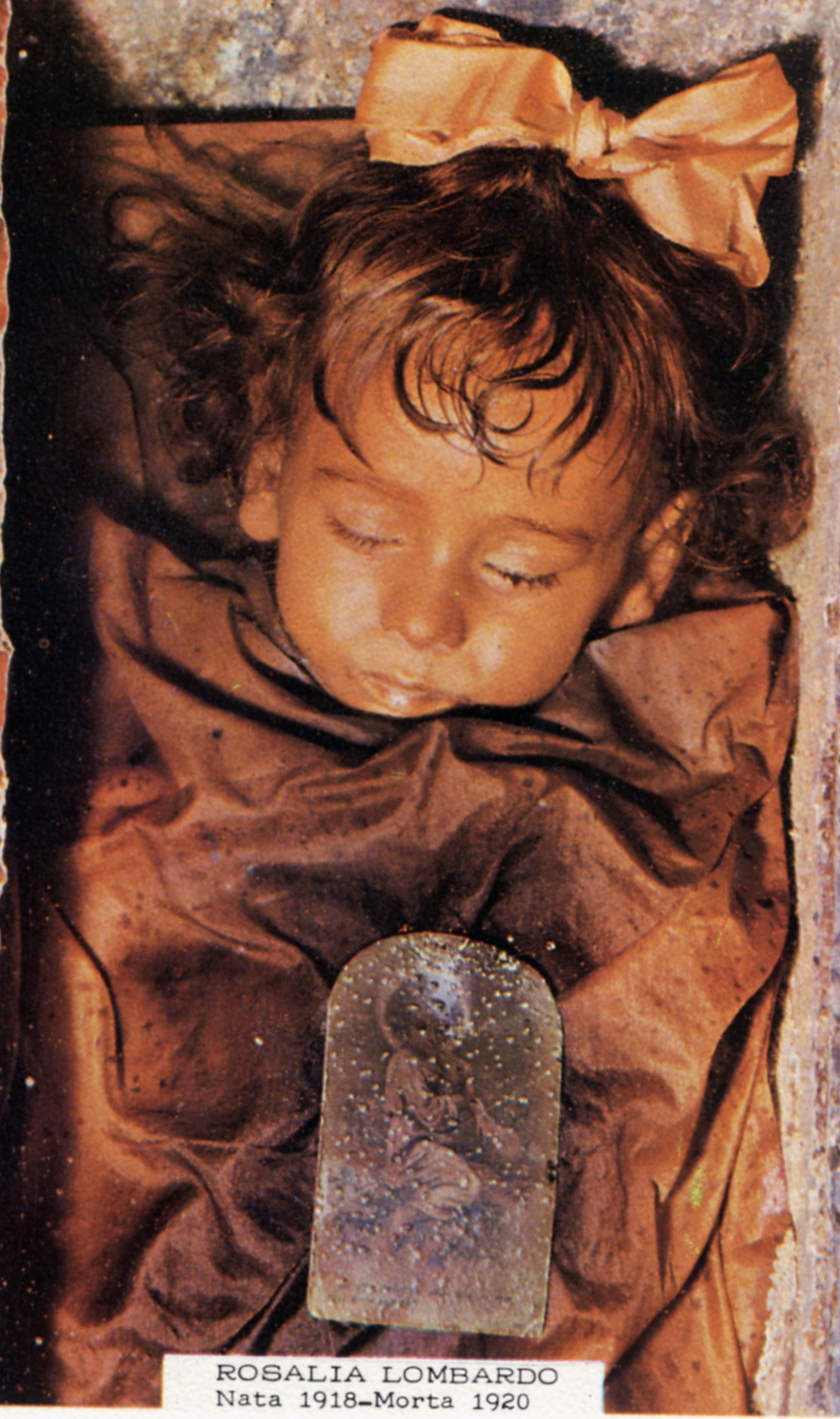
Rosalia Lombardo

Rosalia Lombardo (ur. 13 grudnia 1918 w Palermo, zm. 6 grudnia 1920) – włoska dziewczynka, której ciało po śmierci zostało zabalsamowane i było jednym z ostatnich, które pozwolono umieścić w Katakumbach Kapucynów w Palermo. Mumia nazywana jest „La Bella Addormentata”, czyli „Śpiąca Królewna”.

## Balsamacja
Gdy dziewczynka zmarła na zapalenie płuc, jej ojciec zwrócił się do znanego balsamisty Alfredo Salafii (1869–1933) z prośbą o zabalsamowanie córki. Dzięki wyjątkowej technice stosowanej przez Salafię ciało zostało bardzo dobrze zachowane. Prześwietlenie wykazało, że organy wewnętrzne są w bardzo dobrym stanie. Ciało Rosalii Lombardo znajduje się w małej kaplicy na końcu drogi przez katakumby, zamknięte w trumnie ze szklanym wiekiem, na marmurowym postumencie. Na zdjęciu w National Geographic z 2009 widać początki objawów rozkładu zwłok, przede wszystkim zmianę koloru skóry. Aby zapobiec zepsuciu ciała, mumię przeniesiono do suchszego pomieszczenia w katakumbach, a oryginalną trumnę zamknięto hermetycznie w większej, szklanej, wypełnionej azotem. Mumię przeniesiono potem z powrotem na pierwotne miejsce, obok innych mumii dzieci. Nadal pozostaje najlepiej zachowanym ciałem w katakumbach.

## Technika
W 2009 odkryto technikę balsamowania stosowaną przez Salafię – znaleziono jego notatki. Salafia zastąpił krew dziewczynki płynem zawierającym formalinę, aby zabić bakterie, alkohol w celu osuszenia ciała, glicerynę, aby zapobiec nadmiernemu wyschnięciu, kwas salicylowy, żeby zabić grzyby oraz sole cynku mające nadać ciału sztywność. Proporcje mieszanki, według przepisu Salafii, to: "jedna część gliceryny, jedna część formaliny nasyconej siarczanem cynku i chlorkiem i jedna część alkoholu nasyconego kwasem salicylowym" ("one part glycerin, one part formalin saturated with both zinc sulfate and chloride, and one part of an alcohol solution saturated with salicylic acid.").